# Tonelagee
Il Tonelagee (in gaelico irlandese Tóin le Gaoith) è una montagna dei monti Wicklow (Irlanda), la terza per altezza dopo il Lugnaquilla e il Mullaghcleevaun.

## Geografia
La montagna, dell'altezza di 817 m e con una prominenza topografica di 202 m, è collocata a nord-est del Wicklow Gap. Il crinale prosegue in direzione nord verso il Mullaghcleevaun (847 m). Per le sue caratteristiche di altitudine e di prominenza topografica il Tonelagee viene incluso tra i Marilyn. A nord-est del suo punto culminante si trova un lago chiamato Laugh Ouler.
Sulla cima si trova un pilastrino trigonometrico in cemento. Il panorama dal punto culminante comprende le principali cime dei monti Wicklow, un lungo tratto della costa orientale irlandese con, in Galles.

## Accesso alla cima

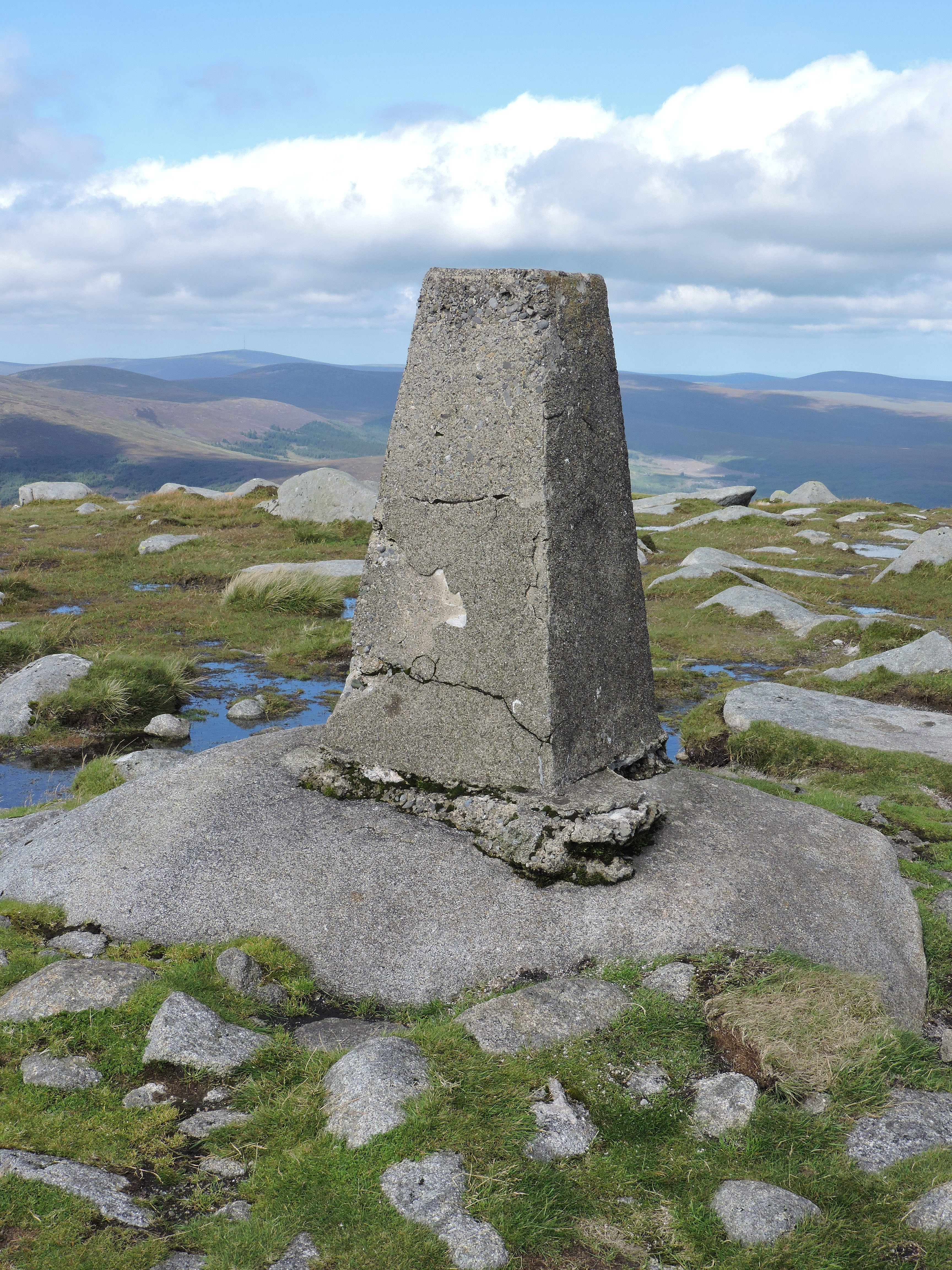
Il pilastrino di cemento sulla cima della montagna

La via di salita che parte dal Wicklow Gap non richiede particolari abilità escursionistiche o alpinistiche, ma è consigliabile essere provvisti di vestiti e calzature adeguati nonché una discreta forma fisica. Un altro itinerario per l'accesso al Tonelagee parte dalla cascata Glenmacnass e passa per il Lough Ouler.

## Tutela naturalistica
La montagna e l'area circostante sono incluse nel Parco nazionale dei Monti Wicklow.